# Synaphosus intricatus
Synaphosus intricatus är en spindelart som först beskrevs av Denis 1947.  Synaphosus intricatus ingår i släktet Synaphosus och familjen plattbuksspindlar. Inga underarter finns listade i Catalogue of Life.